# Rotterdam designprijs
De Rotterdam designprijs, oorspronkelijk bekend als Designprijs Rotterdam, werd opgericht door de Rotterdamse Kunststichting, als een jaarlijkse designwedstrijd voor en over Nederland die werd georganiseerd van 1993 tot 2013. De genomineerde ontwerpen werden bij iedere editie tentoongesteld. Tot 1997 in de Kunsthal, sindsdien in Museum Boijmans Van Beuningen. Tijdens deze tentoonstelling koos een internationale jury de winnaar. Deze ontving een vrij besteedbaar geldbedrag van € 20.000,- .
Van 1993 tot 1997 werd de prijs jaarlijks georganiseerd, daarna werd het een tweejaarlijkse prijs. In 2005 vond geen editie plaats.
Tot 2003 werd de prijs uitgereikt naar aanleiding van al dan niet autonome producten. Sinds 2007 werd vooral gekeken naar de conceptuele en artistieke visie van ontwerpers. Er werd gezocht naar designers die de voorafgaande twee jaren een bijzondere positie in de Nederlandse ontwerpwereld verworven  hadden.  
In 2011 en 2013 werd de Rotterdam Designprijs georganiseerd door Stichting Designprijs Rotterdam, Museum Boijmans Van Beuningen, en Premsela, Nederlands Instituut voor Design en Mode.

## Edities, genomineerden en winnaars
| Jaar | Winnaar juryprijs | Eervolle vermeldingen | Winnaar publieksprijs                                                                        | Juryleden                                                                            |
| ---- | --- | --- | -------------------------------------------------------------------------------------------- | ------------------------------------------------------------------------------------ |
| 1993 | Roelof Mulder | - Marijke Bruggink, Marlie Witteveen, Hans Kappetein - Herman Hermsen - Roelof Mulder - Frans van Nieuwenborg - ninaber/peters/krouwel | (geen)                                                                                       | - Wim Crouwel, voorzitter - Sebastien de Diesbach - Denis Santachiara - Deyan Sudjic |
| 1994 | Diek Zweegman/BRS Premsela Vonk | - Anthon Beeke - Nel Linssen - bureau Mijksenaar - Frans Oosterhof - Maarten Struijs | Pieter van Gendt                                                                             | - Wim Crouwel, voorzitter - Peter Dormer - Denis Santachiara - Tucker Viemeister     |
| 1995 | Jan Erik Baars, Caroline Brouwer en Jan Paul van der Voet / Philips Corporate Design                                                                                   | - Huibert Groenendijk - Ruud-Jan Kokke - Karel Martens - Lola Pagola - Erik Terlouw | Max Kisman                                                                                   | - Wim Crouwel, voorzitter - Alfredo Arribas - Peter Dormer - April Greiman           |
| 1996 | Bob van Dijk/Studio Dumbar | - Arian Brekveld - Opera ontwerpers i.s.m. Le Cri Néerlandais - Peter van der Veer/Van der Veer designers i.s.m. Thomas Paulen & Martijn Wegman - Jan Velthuizen, Ronald Wall | Edouard Boehtlingk                                                                           | - John Thackara, voorzitter - Paola Antonelli - Alfredo Arribas - Rick Poynor        |
| 1997 | Maatschappij voor Oude en Nieuwe Media, met 'De leestafel van Oude en Nieuwe Media'                                                                                    | - Jeroen Vinken, met 'Twinn' vloerbekleding - Jan Konings en Jurgen Bey, met 'Straatmeubilair informatiepunt Barsingerhorn' - Willem van Zoetendaal, Koos Breukel, Michael Matthews, met 'Hyde' boek - Rens Holslag, Hans Rijpkema, Pieter Rookmaker, Leonard Verhoef en Jochen Vorderegger, met 'ETCS MMI' interface voor treinmachinisten - Irma Boom, met 'SHV-book' | Marcel Wanders, met de 'Knotted Chair' stoel                                                 | - John Thackara, voorzitter - Helen Drutt English - Ingo Maurer - Rick Poynor        |
| 1999 | .NL Architects (Pieter Bannenberg, Walter van Dijk, Kamiel Klaase en Mark Linneman), met Warmte Overdracht Station 8, ontworpen in opdracht van het energiebedrijf UNA | Zwarts & Jansma Architecten en Hans Muller, voor de KW 4-20 onderdoorgang Rijksweg A4 Stompwijkseweg in Leidschendam | Erik Jan Kwakkel, Peter van de Jagt en Arnout Visser, met de 'Functionele Tegels'            | - John Thackara, voorzitter - Karrie Jacobs - Sarah Lerfel - Peter Noever            |
| 2001 | Jop van Bennekom en Erik Wong, met ontwerp voor tijdschrift Forum | ? | ?                                                                                            | - Miuccia Prada - Bruce Mau - Olivier Zahm - Gert Staal                              |
| 2003 | Hella Jongerius, met de stof 'Repeat' | Archis (tijdschrift) | ?                                                                                            | - Ineke Schwartz (voorzitter) - Hans Ulrich Obrist - Ellen Lupton - Konstantin Gcric |
| 2007 | Thonik | ? | ?                                                                                            | - Bas Heijne (voorzitter) - Fernando Brizio - Didier Krzentowski - Gareth Williams   |
| 2009 | Studio Joost Grootens | ? | Gorilla                                                                                      | - Peter van Ingen (voorzitter)                                                       |
| 2011 | Rietveld Landscape | ? | Vlaamsch Broodhuys                                                                           | - Fredric Baas (voorzitter) - Susan Szenasy - Sebastian Wrong - Lars Müller          |
| 2013 | temstem’-app van Reframing Studio en Parnassia Groep | | Edenspiekermann, ProRail, STBY en NS Reizigers met Dynamische instapinformatie op het perron | - Caroline Baumann - Edwin Heathcote - Virginia Tassinari                            |